# Aleksandr Barabanov
Aleksandr Dmitrijevitj Barabanov, ryska: Александр Дмитриевич Барабанов, född 17 juni 1994, är en rysk professionell ishockeyforward som spelar för San Jose Sharks i NHL.
Han har tidigare spelat på NHL-nivå för Toronto Maple Leafs och på lägre nivåer för Toronto Marlies i AHL, SKA Sankt Petersburg i KHL, SKA Neva i VHL samt SKA-1946 i MHL.

## KHL

### SKA Sankt Petersburg
Barabanov har vunnit två Gagarin Cup med SKA Sankt Petersburg.

## NHL

### Toronto Maple Leafs
Han blev aldrig NHL-draftad, men skrev på ett ettårigt entry level-kontrakt med Toronto Maple Leafs den 7 april 2020.

### San Jose Sharks
Den 12 april 2021 tradades han till San Jose Sharks i utbyte mot Antti Suomela.

## Statistik
| 2010–2011  | SKA-1946             | MHL        | 29  | 6  | 4  | 10  | 10 | —  | —  | —  | —  | —  |
| 2011–2012  | SKA-1946             | MHL        | 48  | 18 | 21 | 39  | 16 | 5  | 2  | 0  | 2  | 0  |
| 2012–2013  | SKA Neva             | VHL        | 1   | 0  | 0  | 0   | 0  | —  | —  | —  | —  | —  |
|            | SKA-1946             | MHL        | 64  | 39 | 42 | 81  | 14 | 7  | 5  | 2  | 7  | 27 |
| 2013–2014  | SKA Sankt Petersburg | KHL        | 5   | 1  | 0  | 1   | 2  | 4  | 1  | 0  | 1  | 0  |
|            | SKA Neva             | VHL        | 21  | 7  | 3  | 10  | 8  | —  | —  | —  | —  | —  |
|            | SKA-1946             | MHL        | 13  | 4  | 12 | 16  | 4  | 6  | 3  | 1  | 4  | 0  |
| 2014–2015  | SKA Sankt Petersburg | KHL        | 15  | 4  | 2  | 6   | 0  | 1  | 0  | 0  | 0  | 0  |
|            | SKA Neva             | VHL        | 13  | 2  | 1  | 3   | 6  | —  | —  | —  | —  | —  |
|            | SKA-1946             | MHL        | 21  | 16 | 15 | 31  | 6  | 15 | 9  | 8  | 17 | 2  |
| 2015–2016  | SKA Sankt Petersburg | KHL        | 40  | 6  | 11 | 17  | 4  | 14 | 1  | 3  | 4  | 4  |
|            | SKA Neva             | VHL        | 3   | 3  | 1  | 4   | 0  | —  | —  | —  | —  | —  |
| 2016–2017  | SKA Sankt Petersburg | KHL        | 55  | 13 | 12 | 25  | 10 | 17 | 2  | 2  | 4  | 2  |
| 2017–2018  | SKA Sankt Petersburg | KHL        | 46  | 10 | 12 | 22  | 4  | 13 | 3  | 3  | 6  | 6  |
| 2018–2019  | SKA Sankt Petersburg | KHL        | 58  | 17 | 29 | 46  | 12 | 15 | 3  | 2  | 5  | 2  |
| 2019–2020  | SKA Sankt Petersburg | KHL        | 43  | 11 | 9  | 20  | 22 | 4  | 1  | 2  | 3  | 2  |
| 2020–2021  | Toronto Maple Leafs  | NHL        | 1   | 0  | 0  | 0   | 0  | —  | —  | —  | —  | —  |
| NHL totalt | NHL totalt           | NHL totalt | 1   | 0  | 0  | 0   | 0  | —  | —  | —  | —  | —  |
| KHL totalt | KHL totalt           | KHL totalt | 262 | 62 | 75 | 137 | 54 | 68 | 11 | 12 | 23 | 16 |
| VHL totalt | VHL totalt           | VHL totalt | 38  | 12 | 5  | 17  | 14 | —  | —  | —  | —  | —  |
| MHL totalt | MHL totalt           | MHL totalt | 175 | 83 | 94 | 177 | 50 | 33 | 19 | 11 | 30 | 29 |

### Internationellt
| Källa: Uppdaterad: 2021-01-14 | Källa: Uppdaterad: 2021-01-14 | Källa: Uppdaterad: 2021-01-14 |         | Utv = Utvisningsminuter | Utv = Utvisningsminuter | Utv = Utvisningsminuter | Utv = Utvisningsminuter | Utv = Utvisningsminuter |
| År                            | Lag                           | Mästerskap                    | Matcher | Mål                     | Assists                 | Poäng                   | Utv                     |                         |
| ----------------------------- | ----------------------------- | ----------------------------- | ------- | ----------------------- | ----------------------- | ----------------------- | ----------------------- | ----------------------- |
| 2012                          | Ryssland                      | U18                           | 6       | 1                       | 1                       | 2                       | 0                       |                         |
| 2014                          | Ryssland                      | JVM                           | 7       | 3                       | 3                       | 6                       | 4                       |                         |
| 2017                          | Ryssland                      | VM                            | 10      | 0                       | 3                       | 3                       | 2                       |                         |
| 2018                          | OAR                           | OS                            | 6       | 1                       | 1                       | 2                       | 2                       |                         |
| 2018                          | Ryssland                      | VM                            | 8       | 4                       | 4                       | 8                       | 2                       |                         |
| 2019                          | Ryssland                      | VM                            | 10      | 0                       | 3                       | 3                       | 2                       |                         |
| Junior totalt                 | Junior totalt                 | Junior totalt                 | 13      | 4                       | 4                       | 8                       | 4                       |                         |
| Senior totalt                 | Senior totalt                 | Senior totalt                 | 34      | 5                       | 11                      | 16                      | 8                       |                         |